# Vadim Guliaiev
Vadim Guliaiev   (Moscou, 5 de febrer de 1941 - Moscou, 12 de desembre de 1998) fou un waterpolista rus que va competir sota bandera soviètica durant les dècades de 1960 i 1970. Jugava de porter.
El 1968 va prendre part en els Jocs Olímpics d'Estiu de Ciutat de Mèxic, on guanyà la medalla de plata en la competició del waterpolo. Quatre anys més tard, a Munic, va guanyar la medalla d'or en la mateixa competició.
En el seu palmarès també destaquen dues medalles d'or al Campionat d'Europa de waterpolo, el 1966 i 1970. A nivell de clubs jugà al CSKA Moscou, amb qui guanyà les lligues soviètiques de 1964 a 1967, 1970, 1971 i 1975.